# La lupa mannara
La lupa mannara è un film del 1976, diretto da Rino Di Silvestro.

## Trama
Daniela Neseri (Annik Borel), figlia del conte Corrado (Tino Carraro), quando era quindicenne era stata violentata e il profondo trauma che ne derivò ha avuto effetti devastanti sulla sua sfera emotiva e sessuale, al punto da impedirle di avere delle normali relazioni sentimentali con gli uomini. Inoltre, si convince, dopo aver scoperto il ritratto di un’antenata finita sul rogo duecento anni prima, di averne ereditato la licantropia. A seguito di queste scoperte, il sonno di Daniela è agitato da incubi in cui ella si trasforma in lupo mannaro e viene inseguita dagli inferociti abitanti del villaggio. Alla fine, tutto questo malessere interiore emerge anche nella sua vita reale, quotidiana e, a causa di ciò, uccide il marito di sua sorella Elena (Dagmar Lassander) dopo aver visto i due fare l'amore. Daniela, poi, nasconde le tracce dell'omicidio gettando il corpo dell'uomo da un dirupo, per far credere che egli che sia stato attaccato da un cane e sia caduto accidentalmente. Poco dopo, Daniela viene trovata priva di sensi vicino alla scogliera e portata in ospedale. La sua famiglia e i medici attribuiscono l'accaduto allo shock subito in seguito alla scoperta del corpo. In ospedale, la mente della donna oscilla tra una calma apparente e scoppi di violenza. Ben presto, comunque, Daniela riesce a fuggire dopo aver ucciso un altro paziente che le aveva fatto delle avances sessuali. Mentre è in fuga, uccide ancora un altro uomo che tentava di violentarla. Incontra, poi, Luca (Howard Ross), un affascinante stuntman che vive sul set cinematografico di film western. Nel frattempo, sia gli investigatori che la sua famiglia la stanno cercando, poiché ora hanno le prove per credere che sia responsabile di tutti gli omicidi avvenuti finora. Daniela finisce per innamorarsi di Luca per i suoi modi premurosi e gentili, riuscendo anche a superare il suo folle istinto omicida. Credendosi guarita dalla sua pazzia, Daniela trascorre un mese felice con Luca e riesce ad avere con lui una relazione apparentemente normale. Ma il periodo di felicità finisce quando un altro uomo che vive nello stesso set irrompe in casa di Luca con due suoi complici che violentano a turno Daniela. I tre bruti uccidono anche Luca quando questi torna a casa e tali terribili episodi di violenza mandano in frantumi ciò che resta della sanità mentale della donna. Totalmente sconvolta, Daniela, allora, segue ognuno dei tre assassini nelle loro case e al lavoro e li uccide per vendicarsi. La polizia riesce a scoprire che la donna si nasconde nella stessa foresta dove era stata giustiziata la sua antenata ed, alla fine, la cattura.